# Carlos Salinas de Gortari, Champotón
Carlos Salinas de Gortari är en ort i Mexiko.   Den ligger i kommunen Champotón och delstaten Campeche, i den östra delen av landet, 900 km öster om huvudstaden Mexico City. Carlos Salinas de Gortari ligger 29 meter över havet och antalet invånare är 293.
Terrängen runt Carlos Salinas de Gortari är platt. Runt Carlos Salinas de Gortari är det glesbefolkat, med 11 invånare per kvadratkilometer. Närmaste större samhälle är Kikab, 16,3 km norr om Carlos Salinas de Gortari. Omgivningarna runt Carlos Salinas de Gortari är en mosaik av jordbruksmark och naturlig växtlighet.